# یوسف و زلیخا

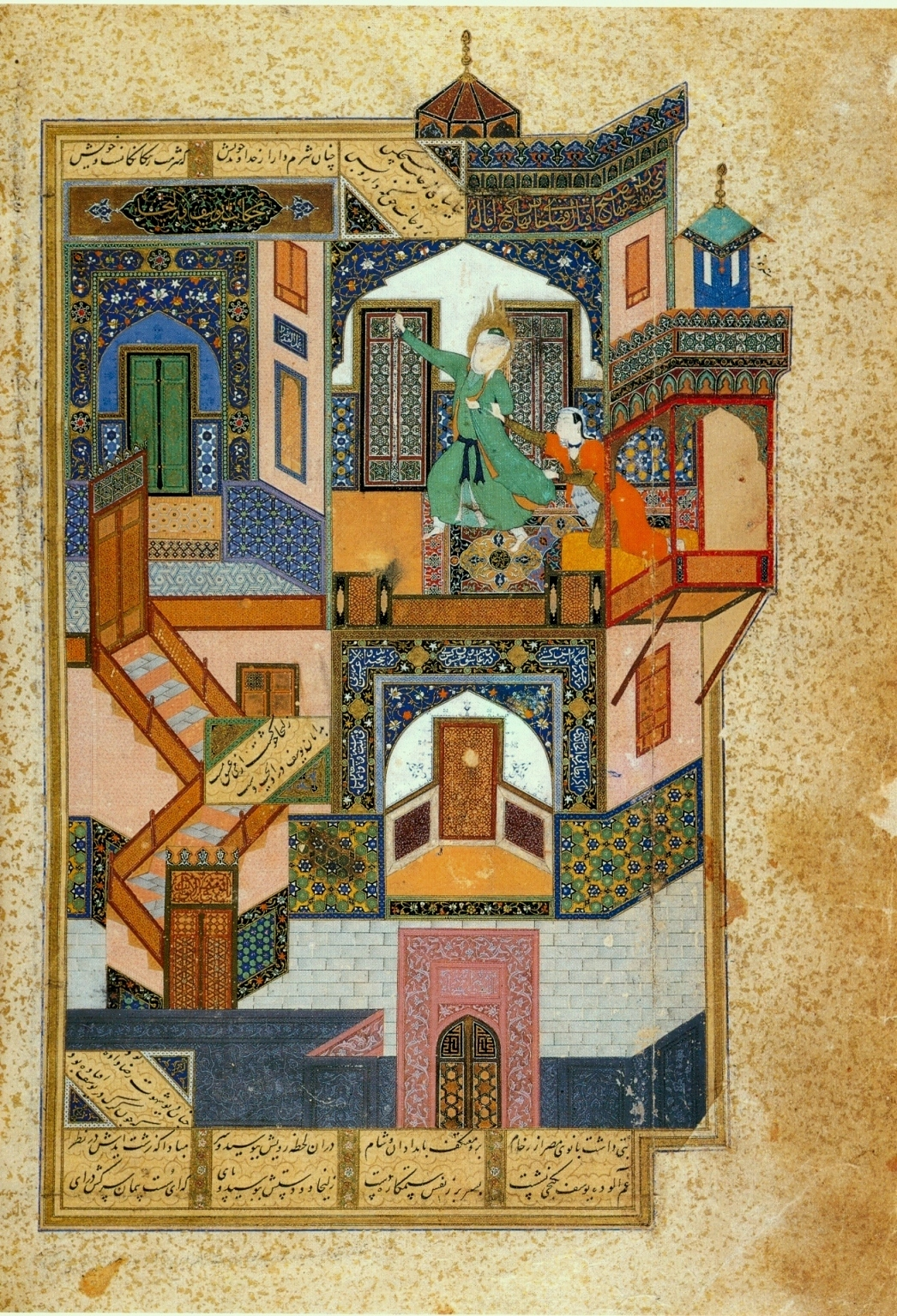
یوسف و زلیخا، اثر کمال‌الدین بهزاد

مثنوی یوسف و زلیخا یک منظومهٔ شعری است که پس از مرگ فردوسی و در حدود ۴۷۷ هـ. ق سروده شده و بعدها گروهی سرایش آن را به فردوسی منتسب کردند. بر طبق نوشتهٔ دانشنامهٔ بریتانیکا، زمان سرایش این منظومه دست‌کم یکصد سال پس از مرگ فردوسی است. نخستین منابعی که مثنوی یوسف و زلیخا را به فردوسی نسبت داده‌اند؛ یعنی ظفرنامهٔ شرف‌الدین علی یزدی (۸۲۸ هـ. ق) و سپس مقدمهٔ شاهنامه بایسنقری (۸۲۹ ه‍. ق)، بیش از ۴۰۰ سال پس از فردوسی تألیف شده‌اند و تا پیش از آن تاریخ، هیچ مرجع و منبعی (مانند چهارمقالهٔ نظامی عروضی و تذکرةالشعرای دولتشاه سمرقندی که به‌تفصیل از فردوسی سخن رانده‌اند) به چنین داستانی اشاره نکرده‌است. آشکار است که این افسانه تا پیش از سدهٔ نهم هجری وجود خارجی نداشته و برای نخستین بار به دست شرف‌الدین علی یزدی ساخته و پرداخته شده‌است.
درواقع، این منظومه از آنِ فردوسی نیست و مشخصا، بعدها به‌واسطه گسترش افراطی‌گریِ اسلامی و ایران‌ستیزی در سلسله‌هایی نظیر سلجوقیان و پسین‌ها، نوشته‌شده‌است.
در مثنوی یوسف و زلیخا سراینده از قول فردوسی اعمال وی را در سی سال نظم شاهنامه پوچ و بی‌اهمیت قلمداد می‌کند.

## چند نمونه از ابیات
| که یک نیمهٔ عمر خود کم کنم    |  | جهانی پُر از نام رستم کنم        |
| دلم گشت سیر و گرفتم ملال     |  | هم از گیو و طوس و هم از پورِ زال |
| کنون گر مرا روز چندی بقاست   |  | دگر نسپرم جز همه راه راست       |
| نگویم سخن‌های بیهوده هیچ      |  | نگیرم به بیهوده گفتن بسیج       |
| نگویم دگر داستان ملوک        |  | دلم سیر شد زآستان ملوک          |
| دوصد زآن نیرزد به یک مشت خاک |  | که آن داستان‌ها دروغ است پاک     |